# Ferran Torrent
Ferran Torrent i Llorca (Sedaví, 31 de mayo de 1951) es un escritor y periodista español en lengua valenciana. Es uno de los escritores valencianos actuales más reconocidos en toda España. El género que más ha trabajado es el de la novela negra. Su primera novela fue No emprenyeu el comissari (No enfadeis al comisario. (Trad. de Iker Sánchez Arco), seguida de Penja els guants, Butxana (Cuelga los guantes, Butxana), Un negre amb un saxo (Un negro con un saxo), Cavall i rei (Caballo y rey) i L'any de l'embotit (El año del embutido), obra con la que cerró un ciclo. 
La citada Un negre amb un saxo fue llevada al cine por Francesc Bellmunt, al igual que la que probablemente sea su novela más conocida, Gràcies per la propina (Gracias por la propina), escrita en forma autobiográfica. Fue galardonada con el Premio Sant Jordi de novela en 1994. 
El director Sigfrid Monleón se encargó de trasladar a la gran pantalla la historia de la novela L'illa de l'holandès (La isla del holandés).
Sus novelas suelen estar ambientadas en Valencia, como los relatos policíacos de su personaje Butxana, que ha desarrollado en novelas como No emprenyeu el comissari o Penja els guants, Butxana. En Societat limitada y Espècies protegides hace un análisis de la estructura política y futbolística valenciana, criticando el mundo de la corrupción que se crea a su alrededor. Este último libro fue galardonado con el Premio Joan Crexells, el de la Crítica Serra d'Or o el Premio Nacional de la Crítica. 
Otras novelas del autor son La mirada del tafur (La mirada del tahúr), Living l'Havana o Cambres d'acer inoxidable.
Fue finalista del Premio Planeta en la edición de 2004 con La vida en el abismo.
Esta novela ha sido adaptada por Ventura Pons, dando origen a la película La vida abismal,  cuyo rodaje comenzó en mayo de 2006, y que protagoniza Óscar Jaenada.

## Obras
- La gola del llop (en colaboración con Josep Lluís Seguí). València: Federació d'Entitats Culturals del País Valencià, 1983 - Edicions del Bullent.
- No emprenyeu el comissari. València: Columna, 1984.
- Penja els guants, Butxana! Barcelona: Columna, 1985.
- Un negre amb un saxo. Barcelona: Columna, 1987.
- Cavall i rei. Barcelona: Columna, 1989.
- La Cosa Nostra (en colaboración con Emili Piera y Manuel S. Jardí). Valencia: JJ2, 1992.
- L'any de l'embotit. Barcelona: Columna, 1992.
- Gràcies per la propina. Barcelona: Columna, 1994.
- Tocant València. Altea: Aigua de Mar, 1995.
- La mirada del tafur. Barcelona: Columna, 1997.
- Semental, estimat Butxana (con Xavier Moret). Barcelona: Columna, 1997.
- L'illa de l'holandès. Barcelona: Columna, 1999.
- Living l'Havana. Barcelona: Columna, 1999.
- Cambres d'acer inoxidable. Barcelona: Columna, 2000.
- Societat limitada. Barcelona: Columna, 2002.
- Espècies protegides. Alzira: Columna, 2004.
- La vida en l'abisme. Barcelona: Columna, 2004.
- Judici final. Barcelona: Columna, 2006.
- Només socis. Barcelona: Columna, 2008.
- Bulevard dels francesos. Barcelona: Columna, 2010.
- Ombres en la nit. Barcelona: Columna, 2011.
- Caminaràs entre elefants (un retrat de Mònica Oltra). Barcelona: Columna, 2013.
- Un dinar un dia qualsevol. Barcelona: Columna, 2015.
- Individus com nosaltres. Barcelona: Columna, 2017.
- La corrupció a València. La trilogia de l'origen (Societat limitada, Especies Protegides i Judici Final). Barcelona: Columna, 2017.
- Poder contar-ho. Barcelona: Columna, 2019.
- Memòries de mi mateix. Barcelona: Columna, 2023.

### Traducciones al castellano
- Contra las cuerdas. Barcelona: Anagrama, 1985.
- No me vacilen al comisario. Trad. de Javier Gispert. Barcelona: Ediciones B, 1987
- Un negro con un saxo. Barcelona: Quaderns Crema, 1987.
- Caballo y Rey. Barcelona: Quaderns Crema, 1989.
- Grácias por la propina. Barcelona: Columna, 1994.
- La mirada del tafur. Barcelona: Columna, 1997.
- La isla del holandés. Barcelona: Columna, 1999.
- Sociedad Limitada. Barcelona: Columna, 2002.
- Especies protegidas. Alzira: Edicions Bromera, 2004.
- La vida en el abismo. Barcelona: Editorial Planeta, 2004.
- Bulevard de los franceses. Barcelona: Columna, 2010.
- Una comida un día cualquiera. Barcelona: Columna, 2015.
- Poder contarlo. Barcelona: Columna, 2019.
- Memorias de mi mismo. Barcelona: Columna, 2023.